# Prêmio Guldbagge de Melhor Filme
O Guldbagge de Melhor Filme é um prêmio de filme sueco apresentado anualmente pelo Instituto Sueco de Cinema (SFI) como parte dos prêmios Guldbagge (sueco: "Guldbaggen") para o melhor filme sueco do ano. 

## Vencedores e nomeados
Cada cerimônia do Prêmio Guldbagge é listada cronologicamente abaixo, juntamente com o vencedor do Prêmio Guldbagge de Melhor Filme e o produtor associado ao prêmio. Antes de 1991, os prêmios não anunciavam nomeados, apenas vencedores. Nas colunas sob o vencedor de cada prêmio estão os outros indicados para melhor filme, que são listados a partir de 1991 e para frente. 
Para as primeiras dezenove cerimônias, o período de elegibilidade abrangeu dois anos civis. Por exemplo, os 2.º Prêmios Guldbagge, apresentado em 15 de outubro de 1965, reconheceu filmes que foram lançados entre julho de 1964 e junho de 1965. A partir dos 20.º Prêmios Guldbagge, realizado em 1985, o período de elegibilidade passou a ser o ano civil completo anterior, de 1 de janeiro a 31 de dezembro. Os Prêmios apresentados naquela cerimônia foram em relação a 18 meses de produção cinematográfica devido à transição do ano-calendário quebrado para o ano-calendário padrão em 1984.  Devido a um ano de cinema medíocre, nenhuma cerimônia de premiação foi realizada em 1971.